# Enderson Moreira
Enderson Alves Moreira (Belo Horizonte, 1971. szeptember 28. –), ismert nevén Enderson Moreira, brazil labdarúgóedző, a Club Sporting Cristal vezetőedzője.